# Musée de la musique
Musée de la musique (česky Muzeum hudby) je muzeum věnované vývoji hudebních nástrojů. Sídlí v Paříži v 19. obvodu a je součástí Cité de la musique (Město hudby), které zastřešuje několik institucí věnovaných hudbě. Muzeum se nachází v jeho moderní budově z roku 1995, kterou realizoval architekt Christian de Portzamparc.

## Sbírky
Muzeum představuje sbírku několika set hudebních nástrojů shromážděných Pařížskou konzervatoří. Jedná se převážně o nástroje klasické a populární hudby od 17. století do současnosti: loutny, italské housle (Stradivari, Guarneri, Amati), francouzská, vlámská a italská cembala, francouzské klavíry, nástroje Adolpha Saxe atd. Nástroje jsou rozděleny podle doby vzniku a druhu.
U vstupu jsou k zapůjčení sluchátka, kde je možné slyšet komentované ukázky hudby hrané na vystavené nástroje.